# Yttre Rustjärnen
Yttre Rustjärnen är en sjö i Bodens kommun i Norrbotten och ingår i Luleälvens huvudavrinningsområde. Sjöns area är 0,036 kvadratkilometer och den befinner sig 80 meter över havet.